# برترام مریل هافمایستر
برترام مریل هافمایستر (انگلیسی: Bert Hoffmeister; ۱۵ مهٔ ۱۹۰۷ – ۴ دسامبر ۱۹۹۹) فرد نظامی اهل کانادا بود و دوره‌ای فرماندهی لشکر ۵ کانادا و لشکر ۶ کانادا را برعهده داشت. وی همچنین برندهٔ جوایزی همچون نشان افسری کانادا شده‌است.